# Carlos Salcido
Carlos Arnoldo Salcido Flores (* 2. April 1980 in Ocotlán, Jalisco), auch bekannt unter dem Spitznamen El Choco, ist ein mexikanischer ehemaliger Fußballspieler, der zuletzt beim mexikanischen Klub CD Veracruz unter Vertrag stand. Der 177 cm große Abwehrspieler war auch langjähriger Nationalspieler Mexikos. In seinem Heimatland Mexiko ist Salcido vor allem durch seine aggressive, jedoch stets faire Spielweise bekannt geworden.

## Karriere

### Verein

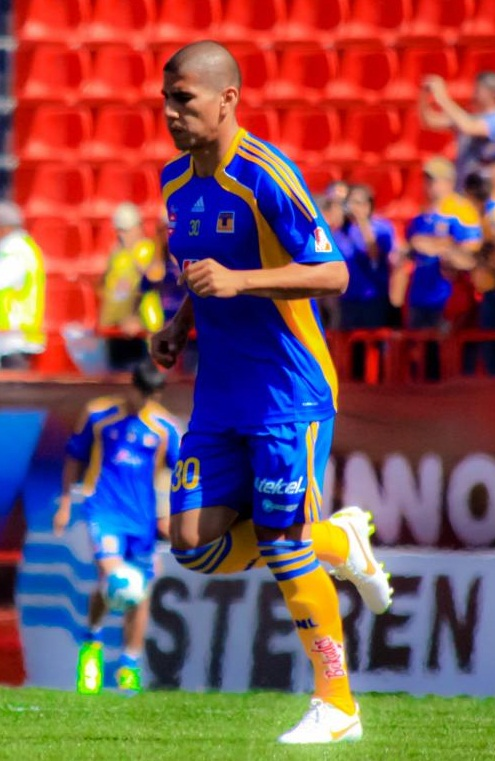
Salcido mit UANL Tigres (2011)

In seiner Jugend spielte Salcido beim mexikanischen Verein CD Guadalajara, bei dem er am 22. Juli 2001 sein erstes Profispiel in der mexikanischen Primera División gegen La Piedad absolvierte. Nach kürzester Zeit spielte sich Salcido in die Stammmannschaft von Guadalajara, wo er in 105 Spielen zwei Tore erzielte.
Nach der WM 2006 verließ Salcido den Club Deportivo Guadalajara und unterschrieb einen Vier-Jahres-Vertrag bis 2010 beim niederländischen Meister PSV Eindhoven. Dort gehörte er von Anfang an zur Stammformation. Seinen ersten Treffer für Eindhoven erzielte er am 18. November 2006 durch einen Fernschuss gegen Excelsior Rotterdam. Das Spiel endete 4:0 für die PSV. Er spielte in allen 33 Ligaspielen von Beginn an und auch in der UEFA Champions League spielte er in der Stammelf. In seiner ersten Champions-League-Saison erreichte er mit dem PSV den zweiten Platz in der Gruppe C vor Girondins Bordeaux und Galatasaray Istanbul und qualifizierte sich über Arsenal London für das Viertelfinale, wo man gegen den FC Liverpool, dem man bereits in der Vorrunde den Gruppensieg überlassen musste, mit 0:1 und 0:3 chancenlos war.
In den folgenden Spielzeiten ging es mit der PSV ein wenig bergab. So verabschiedete man sich in der UEFA Champions League 2007/08 bereits nach der Vorrunde, kam als Gruppendritter aber wenigstens noch in den UEFA-Pokal, wo die PSV im Viertelfinale gegen den AC Florenz ausschied. In der folgenden Champions-League-Saison reichte es nur zum letzten Platz in der Gruppe mit nur einem Sieg gegen Olympique Marseille. Auch in der einheimischen Eredivisie hat der vorherige Serienmeister PSV (2005–2008) seine Dominanz verloren und zuletzt nur den 4. (2009) bzw. 3. Platz (2010) belegt.
Zur Saison 2010/11 unterschrieb Salcido für 3 Jahre beim FC Fulham. Nach einer Saison in England kehrte er in seine Heimat zurück und spielte anschließend für UANL Tigres, Deportivo Guadalajara und |CD Veracruz.

### Nationalmannschaft

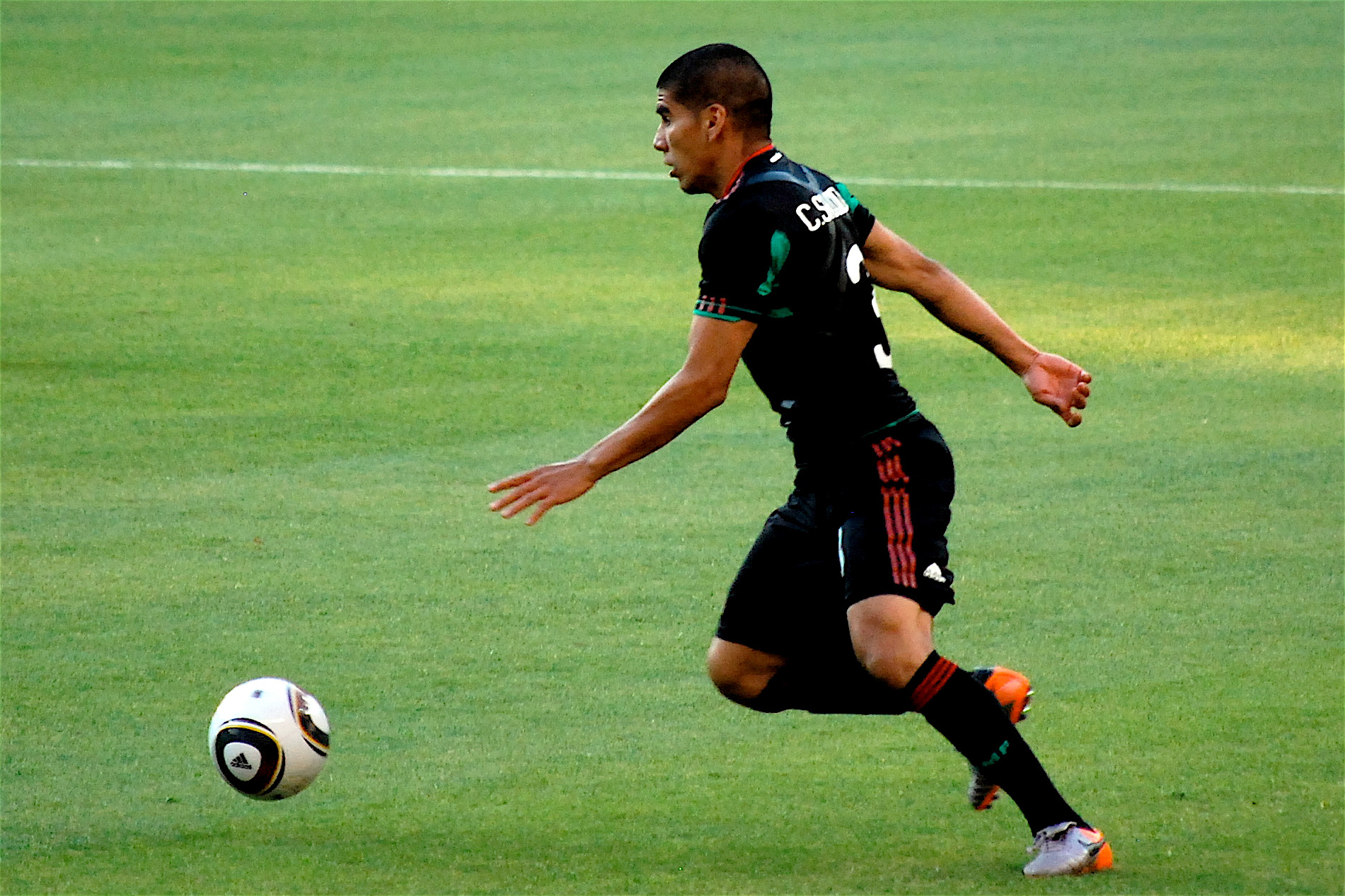
Salcido mit Mexiko bei der WM 2010

Sein Debüt in der mexikanischen Nationalmannschaft bestritt Salcido am 8. September 2004 in Trinidad, wo die Auswahl Mexikos einen 3:1-Sieg einfuhr.
Im Jahre 2005 half Salcido der Nationalmannschaft Mexikos zum 4. Platz im Konföderationen-Pokal, bei dem er jedes Spiel des Teams von Anfang bis zum Ende durchspielte. Im Halbfinale des Pokals erzielte er am 26. Juni 2005 gegen Argentinien in der Verlängerung sein erstes Länderspieltor nach einem langen Solo. Solche schnellen und aggressiven Vorstöße sind ein Merkmal Salcidos.
Bei der Fußball-Weltmeisterschaft 2006 in Deutschland war Salcido einer von sechs Spielern von Deportivo Guadalajara, die am 2. April 2006 von dem damaligen Trainer Ricardo La Volpe in die Nationalmannschaft von Mexiko berufen wurden. Er war in allen Spielen Mexikos von Anfang an dabei und bot eine durchweg gute Leistung. Besonders auffällig waren sein großer Einsatzwille, seine defensive Abgeklärtheit und seine beherzten offensiven Vorstöße auf der linken Seite.
Im Juni 2007 nahm Salcido mit der Nationalmannschaft Mexikos am CONCACAF Gold Cup 2007 teil, bei welchem Mexiko den zweiten Platz erreichte, nachdem das Finale gegen die USA verloren ging. Bei den Turnieren um die Copa América 2007 sowie den CONCACAF Gold Cup 2009 spielte er nicht mit, weil er zu jener Zeit Pflichtspiele des PSV bestritt.
Bei der Fußballweltmeisterschaft 2010 in Südafrika kam er in allen Vorrunden Begegnungen und im Achtelfinale zum Einsatz.
Am 31. Mai 2012 machte er beim Spiel gegen Bosnien und Herzegowina sein 100. Länderspiel.
Im Sommer 2012 nahm er – als einer von drei älteren Spielern und einziger Spieler überhaupt mit mehr als 100 Länderspielen – mit der Olympiamannschaft an den Olympischen Spielen in London teil, bei denen Mexiko zum ersten Mal die Goldmedaille gewinnen konnte. Er wurde in allen sechs spielen eingesetzt. Für Mexiko war dies die einzige Goldmedaille in London.
Bei der WM 2014 wurde er in zwei Spielen eingesetzt, im Gruppenspiel gegen Kamerun, das mit 1:0 gewonnen wurde, und im Achtelfinale gegen die Niederlande, wo die Mexikaner wie schon fünfmal zuvor ausschieden. Am 29. August 2014 gab er seinen Rücktritt aus der Nationalmannschaft bekannt.

## Titel
- Niederländischer Meister: 2007, 2008
- Niederländischer Supercup-Sieger: 2008
- Goldmedaille bei den Olympischen Spielen in London 2012
- Clausura-Meister 2016/17

## Familie
Salcido ist verheiratet und hat mit seiner Ehefrau zwei Kinder, einen Sohn, der ebenfalls Carlos heißt, und eine Tochter Jocelyn. Schon Salcidos Vater hieß Carlos.